# Seznam dílů seriálu One Tree Hill
Toto je seznam dílů seriálu One Tree Hill. Americký dramatický seriál One Tree Hill byl premiérově vysílán v letech 2003–2012. První tři řady byly uvedeny na stanici The WB, od roku 2006 byl vysílán na stanici The CW.

## Přehled řad
| Řada | Díly | Premiéra v USA | Premiéra v USA  | Stanice v USA |
| Řada | Díly | První díl      | Poslední díl    | Stanice v USA |
| ---- | ---- | -------------- | --------------- | ------------- |
| 1    | 22   | 23. září 2003  | 11. května 2004 | The WB        |
| 2    | 23   | 21. září 2004  | 24. května 2005 | The WB        |
| 3    | 22   | 5. října 2005  | 3. května 2006  | The WB        |
| 4    | 21   | 27. září 2006  | 13. června 2007 | The CW        |
| 5    | 18   | 8. ledna 2008  | 19. května 2008 | The CW        |
| 6    | 24   | 1. září 2008   | 18. května 2009 | The CW        |
| 7    | 22   | 14. září 2009  | 17. května 2010 | The CW        |
| 8    | 22   | 14. září 2010  | 17. května 2011 | The CW        |
| 9    | 13   | 11. ledna 2012 | 4. dubna 2012   | The CW        |

## Seznam dílů

### První řada (2003–2004)
| Č. v seriálu | Č. v řadě | Původní název                                             | Režie                 | Scénář                        | Premiéra v USA (The WB) |
| ------------ | --------- | --------------------------------------------------------- | --------------------- | ----------------------------- | ----------------------- |
| 1            | 1         | Pilot                                                     | Bryan Gordon          | Mark Schwahn                  | 23. září 2003           |
| 2            | 2         | The Places You Have Come to Fear the Most                 | Bryan Gordon          | Mark Schwahn                  | 30. září 2003           |
| 3            | 3         | Are You True?                                             | Michael Grossman      | Jennifer Cecil                | 7. října 2003           |
| 4            | 4         | Crash Into You                                            | David Carson          | Mark Perry                    | 14. října 2003          |
| 5            | 5         | All That You Can't Leave Behind Where I End And You Begin | Duane Clark           | Ann Hamilton a Mark Schwahn   | 21. října 2003          |
| 6            | 6         | Every Night Is Another Story                              | Jason Moore           | Mike Kelley                   | 28. října 2003          |
| 7            | 7         | Life in a Glass House                                     | Robert Duncan McNeill | Mike Kelley                   | 4. listopadu 2003       |
| 8            | 8         | The Search for Something More                             | John T. Kretchmer     | Jennifer Cecil                | 11. listopadu 2003      |
| 9            | 9         | With Arms Outstretched                                    | Greg Prange           | Mark Schwahn                  | 18. listopadu 2003      |
| 10           | 10        | You Gotta Go There to Come Back                           | Keith Samples         | Mike Kelley                   | 20. ledna 2004          |
| 11           | 11        | The Living Years                                          | Thomas J. Wright      | Mark Perry                    | 27. ledna 2004          |
| 12           | 12        | Crash Course in Polite Conversations                      | Sandy Smolan          | Jessica Queller               | 3. února 2004           |
| 13           | 13        | Hanging by a Moment                                       | John Behring          | Mark Schwahn                  | 10. února 2004          |
| 14           | 14        | I Shall Believe                                           | Greg Prange           | Jennifer Cecil                | 17. února 2004          |
| 15           | 15        | Suddenly Everything Has Changed                           | David Carson          | Mark Perry                    | 24. února 2004          |
| 16           | 16        | The First Cut Is the Deepest                              | Robert Duncan McNeill | Mike Kelley                   | 2. března 2004          |
| 17           | 17        | Spirit in the Night                                       | Duane Clark           | Terrence Coli                 | 6. dubna 2004           |
| 18           | 18        | To Wish Impossible Things                                 | Billy Dickson         | Mark Schwahn                  | 13. dubna 2004          |
| 19           | 19        | How Can You Be Sure?                                      | Thomas J. Wright      | Karyn Usher                   | 20. dubna 2004          |
| 20           | 20        | What Is and What Should Never Be                          | Perry Lang            | Edward Kitsis a Adam Horowitz | 27. dubna 2004          |
| 21           | 21        | The Leaving Song                                          | Davis Carson          | Jennifer Cecil a Mark Perry   | 4. května 2004          |
| 22           | 22        | The Games That Play Us                                    | Greg Prange           | Mark Schwahn                  | 11. května 2004         |

### Druhá řada (2004–2005)
| Č. v seriálu | Č. v řadě | Původní název                           | Režie            | Scénář                         | Premiéra v USA (The WB) |
| ------------ | --------- | --------------------------------------- | ---------------- | ------------------------------ | ----------------------- |
| 23           | 1         | The Desperate Kingdom of Love           | Greg Prange      | Mark Schwahn                   | 21. září 2004           |
| 24           | 2         | Truth Doesn't Make a Noise              | Billy Dickson    | Mark Perry                     | 28. září 2004           |
| 25           | 3         | Near Wild Heaven                        | Greg Prange      | James Stoteraux a Chad Fiveash | 5. října 2004           |
| 26           | 4         | You Can't Always Get What You Want      | Joanna Kerns     | Jennifer Cecil                 | 12. října 2004          |
| 27           | 5         | I Will Dare                             | Thomas J. Wright | Mark Schwahn                   | 19. října 2004          |
| 28           | 6         | We Might as Well Be Strangers           | Sandy Bookstaver | Terrence Coli                  | 26. října 2004          |
| 29           | 7         | Let the Reigns Go Loose                 | David Paymer     | R. Lee Fleming, Jr.            | 2. listopadu 2004       |
| 30           | 8         | Truth, Bitter Truth                     | Billy Dickson    | Stacy Rukeyser                 | 9. listopadu 2004       |
| 31           | 9         | The Trick Is to Keep Breathing          | John Asher       | James Stoteraux a Chad Fiveash | 16. listopadu 2004      |
| 32           | 10        | Don't Take Me for Granted               | Lev L. Spiro     | Mark Schwahn                   | 30. listopadu 2004      |
| 33           | 11        | The Heart Brings You Back               | Matt Shakman     | Mark Perry                     | 25. ledna 2005          |
| 34           | 12        | Between Order and Randomness            | Bethany Rooney   | Terrence Coli                  | 1. února 2005           |
| 35           | 13        | The Hero Dies in This One               | Kevin Dowling    | Jennifer Cecil                 | 8. února 2005           |
| 36           | 14        | The Quiet Things That No One Ever Knows | Babu Subramaniam | R. Lee Fleming, Jr.            | 15. února 2005          |
| 37           | 15        | Unopened Letter to the World            | Greg Prange      | Mark Schwahn                   | 22. února 2005          |
| 38           | 16        | Somewhere a Clock Is Ticking            | Billy Dickson    | Stacy Rukeyser                 | 1. března 2005          |
| 39           | 17        | Something I Can Never Have              | Paul Johansson   | Mike Herro a David Strauss     | 19. dubna 2005          |
| 40           | 18        | The Lonesome Road                       | Michael Lange    | John Norris                    | 26. dubna 2005          |
| 41           | 19        | I'm Wide Awake, It's Morning            | Thomas J. Wright | Mark Schwahn                   | 3. května 2005          |
| 42           | 20        | Lifetime Piling Up                      | Les Butler       | Mark Perry                     | 10. května 2005         |
| 43           | 21        | What Could Have Been                    | Bethany Rooney   | Jennifer Cecil                 | 17. května 2005         |
| 44           | 22        | The Tide That Left and Never Came Back  | Thomas J. Wright | Mark Schwahn                   | 24. května 2005         |
| 45           | 23        | The Leavers Dance                       | Greg Prange      | Mark Schwahn                   | 24. května 2005         |

### Třetí řada (2005–2006)
| Č. v seriálu | Č. v řadě | Původní název                                                                            | Režie            | Scénář                         | Premiéra v USA (The WB) |
| ------------ | --------- | ---------------------------------------------------------------------------------------- | ---------------- | ------------------------------ | ----------------------- |
| 46           | 1         | Like You Like an Arsonist                                                                | Greg Prange      | Mark Schwahn                   | 5. října 2005           |
| 47           | 2         | From the Edge of the Deep Green Sea                                                      | Kevin Dowling    | Mark Schwahn                   | 12. října 2005          |
| 48           | 3         | First Day on a Brand New Planet                                                          | Billy Dickson    | Terrence Coli                  | 19. října 2005          |
| 49           | 4         | An Attempt to Tip the Scales                                                             | Janice Cooke     | Stacy Rukeyser                 | 26. října 2005          |
| 50           | 5         | A Multitude of Casualties                                                                | Thomas J. Wright | R. Lee Fleming, Jr             | 2. listopadu 2005       |
| 51           | 6         | Locked Hearts & Hand Grenades                                                            | Marita Grabiak   | James Stoteraux a Chad Fiveash | 9. listopadu 2005       |
| 52           | 7         | Champagne for My Real Friends, Real Pain for My Sham Friends                             | Paul Johansson   | Mark Schwahn                   | 16. listopadu 2005      |
| 53           | 8         | The Worst Day Since Yesterday                                                            | John Asher       | Mike Herro a David Strauss     | 30. listopadu 2005      |
| 54           | 9         | How a Resurrection Really Feels                                                          | Greg Prange      | Mark Schwahn                   | 7. prosince 2005        |
| 55           | 10        | Brave New World                                                                          | John Asher       | John A. Norris                 | 11. ledna 2006          |
| 56           | 11        | Return of the Future                                                                     | Bethany Rooney   | Terrence Coli                  | 18. ledna 2006          |
| 57           | 12        | I've Got Dreams to Remember                                                              | Stuart Gillard   | Mike Herro a David Strauss     | 25. ledna 2006          |
| 58           | 13        | The Wind That Blew My Heart Away                                                         | David Jackson    | Stacy Rukeyser                 | 1. února 2006           |
| 59           | 14        | All Tomorrow's Parties                                                                   | David Paymer     | Anna Lotto                     | 8. února 2006           |
| 60           | 15        | Just Watch the Fireworks                                                                 | Billy Dickson    | James Stoteraux a Chad Fiveash | 15. února 2006          |
| 61           | 16        | With Tired Eyes, Tired Minds, Tired Souls, We Slept                                      | Greg Prange      | Mark Schwahn                   | 1. března 2006          |
| 62           | 17        | Who Will Survive, and What Will Be Left of Them                                          | John Asher       | Mark Schwahn                   | 29. března 2006         |
| 63           | 18        | When It Isn't Like It Should Be                                                          | Paul Johansson   | R. Lee Fleming, Jr.            | 5. dubna 2006           |
| 64           | 19        | I Slept with Someone in Fall Out Boy and All I Got Was This Stupid Song Written About Me | Moira Kelly      | William H. Brown               | 12. dubna 2006          |
| 65           | 20        | Everyday Is a Sunday Evening                                                             | Billy Dickson    | Mark Schwahn                   | 19. dubna 2006          |
| 66           | 21        | Over the Hills and Far Away                                                              | Thomas J. Wright | Mark Schwahn                   | 26. dubna 2006          |
| 67           | 22        | The Show Must Go On                                                                      | Mark Schwahn     | Mark Schwahn                   | 3. května 2006          |

### Čtvrtá řada (2006–2007)
| Č. v seriálu | Č. v řadě | Původní název                           | Režie            | Scénář                     | Premiéra v USA (The CW) |
| ------------ | --------- | --------------------------------------- | ---------------- | -------------------------- | ----------------------- |
| 68           | 1         | The Same Deep Water as You              | Greg Prange      | Mark Schwahn               | 27. září 2006           |
| 69           | 2         | Things I Forgot at Birth                | Greg Prange      | Mark Schwahn               | 4. října 2006           |
| 70           | 3         | Good News for People Who Love Bad News  | John Asher       | Mike Herro a David Strauss | 11. října 2006          |
| 71           | 4         | Can't Stop This Thing We've Started     | Bethany Rooney   | Terrence Coli              | 18. října 2006          |
| 72           | 5         | I Love You But I've Chosen Darkness     | Stuart Gillard   | Mark Schwahn               | 25. října 2006          |
| 73           | 6         | Where Did You Sleep Last Night?         | Paul Johansson   | William H. Brown           | 8. listopadu 2006       |
| 74           | 7         | All These Things That I've Done         | David Jackson    | Adele Lim                  | 15. listopadu 2006      |
| 75           | 8         | Nothing Left to Say But Goodbye         | Janice Cooke     | John A. Norris             | 22. listopadu 2006      |
| 76           | 9         | Some You Give Away                      | Greg Prange      | Mark Schwahn               | 29. listopadu 2006      |
| 77           | 10        | Songs to Love and Die By                | John Asher       | Mark Schwahn               | 6. prosince 2006        |
| 78           | 11        | Everything in Its Right Place           | Michael Lange    | Dawn Urbont                | 17. ledna 2007          |
| 79           | 12        | Resolve                                 | Moira Kelly      | Michelle Furtney-Goodman   | 24. ledna 2007          |
| 80           | 13        | Pictures of You                         | Les Butler       | Mark Schwahn               | 7. února 2007           |
| 81           | 14        | Sad Songs for Dirty Lovers              | Janice Cooke     | William H. Brown           | 14. února 2007          |
| 82           | 15        | Prom Night at Hater High                | Paul Johansson   | Mike Herro a David Strauss | 21. února 2007          |
| 83           | 16        | You Call It Madness, but I Call It Love | Thomas J. Wright | Terrence Coli              | 2. května 2007          |
| 84           | 17        | It Gets the Worst at Night              | Greg Prange      | Mark Schwahn a Jim Lee     | 9. května 2007          |
| 85           | 18        | The Runaway Found                       | David Jackson    | Mark Schwahn               | 16. května 2007         |
| 86           | 19        | Ashes of Dreams You Let Die             | Michael Lange    | John A. Norris             | 30. května 2007         |
| 87           | 20        | The Birth and Death of the Day          | Greg Prange      | Mark Schwahn               | 6. června 2007          |
| 88           | 21        | All of a Sudden I Miss Everyone         | Mark Schwahn     | Mark Schwahn               | 13. června 2007         |

### Pátá řada (2008)
| Č. v seriálu | Č. v řadě | Původní název                               | Režie            | Scénář                     | Premiéra v USA (The CW) |
| ------------ | --------- | ------------------------------------------- | ---------------- | -------------------------- | ----------------------- |
| 89           | 1         | 4 Years, 6 Months, 2 Days                   | Greg Prange      | Mark Schwahn               | 8. ledna 2008           |
| 90           | 2         | Racing Like a Pro                           | Paul Johansson   | Mark Schwahn               | 8. ledna 2008           |
| 91           | 3         | My Way Home Is Through You                  | David Jackson    | John A. Norris             | 15. ledna 2008          |
| 92           | 4         | It's Alright, Ma (I'm Only Bleeding)        | Janice Cooke     | Adele Lim                  | 22. ledna 2008          |
| 93           | 5         | I Forgot to Remember to Forget              | Liz Friedlander  | Terrence Coli              | 29. ledna 2008          |
| 94           | 6         | Don't Dream It's Over                       | Thomas J. Wright | Mark Schwahn               | 5. února 2008           |
| 95           | 7         | In Da Club                                  | Greg Prange      | Mike Herro a David Strauss | 12. února 2008          |
| 96           | 8         | Please Please Please Let Me Get What I Want | Paul Johansson   | Mike Daniels               | 19. února 2008          |
| 97           | 9         | For Tonight You're Only Here to Know        | Joe Davola       | Mark Schwahn               | 26. února 2008          |
| 98           | 10        | Running to Stand Still                      | Clark Mathis     | William H. Brown           | 4. března 2008          |
| 99           | 11        | You're Gonna Need Someone on Your Side      | Michael J. Leone | Zachary Haynes             | 11. března 2008         |
| 100          | 12        | Hundred                                     | Les Butler       | Mark Schwahn               | 18. března 2008         |
| 101          | 13        | Echoes, Silence, Patience, and Grace        | Greg Prange      | Mark Schwahn               | 14. dubna 2008          |
| 102          | 14        | What Do You Go Home To                      | Liz Friedlander  | Mark Schwahn               | 21. dubna 2008          |
| 103          | 15        | Life Is Short                               | Paul Johansson   | Eliza Delson               | 28. dubna 2008          |
| 104          | 16        | Cryin' Won't Help You Now                   | Greg Prange      | William H. Brown           | 5. května 2008          |
| 105          | 17        | Hate Is Safer Than Love                     | Stuart Gillard   | Mark Schwahn               | 12. května 2008         |
| 106          | 18        | What Comes After the Blues                  | Mark Schwahn     | Mark Schwahn               | 19. května 2008         |

### Šestá řada (2008–2009)
| Č. v seriálu | Č. v řadě | Původní název                                              | Režie               | Scénář                                | Premiéra v USA (The CW) |
| ------------ | --------- | ---------------------------------------------------------- | ------------------- | ------------------------------------- | ----------------------- |
| 107          | 1         | Touch Me I'm Going to Scream, Part 1                       | Stuart Gillard      | Mark Schwahn                          | 1. září 2008            |
| 108          | 2         | One Million Billionth of a Millisecond on a Sunday Morning | Greg Prange         | Mark Schwahn                          | 8. září 2008            |
| 109          | 3         | Get Cape. Wear Cape. Fly.                                  | Liz Friedlander     | Mark Schwahn                          | 15. září 2008           |
| 110          | 4         | Bridge Over Troubled Water                                 | Paul Johansson      | Terrence Coli                         | 22. září 2008           |
| 111          | 5         | You've Dug Your Own Grave, Now Lie in It                   | John Asher          | William H. Brown                      | 29. září 2008           |
| 112          | 6         | Choosing My Own Way of Life                                | Clark Mathis        | John A. Norris                        | 13. října 2008          |
| 113          | 7         | Messin' with the Kid                                       | Greg Prange         | Mike Herro a David Strauss            | 20. října 2008          |
| 114          | 8         | Our Life Is Not a Movie or Maybe                           | Peter Kowalski      | Mark Schwahn                          | 27. října 2008          |
| 115          | 9         | Sympathy for the Devil                                     | Bradley Walsh       | Michael Daniels                       | 3. listopadu 2008       |
| 116          | 10        | Even Fairy Tale Characters Would Be Jealous                | Janice Cooke        | Nikki Schiefelbein                    | 10. listopadu 2008      |
| 117          | 11        | We Three (My Echo, My Shadow and Me)                       | Joe Davola          | Chad Michael Murray                   | 17. listopadu 2008      |
| 118          | 12        | You Have to Be Joking (Autopsy of the Devil's Brain)       | Mark Schwahn        | Mark Schwahn                          | 24. listopadu 2008      |
| 119          | 13        | Things a Mama Don't Know                                   | Michael J. Leone    | Karin Gist                            | 5. ledna 2009           |
| 120          | 14        | A Hand to Take Hold of the Scene                           | Chad Michael Murray | Mike Daniels                          | 12. ledna 2009          |
| 121          | 15        | We Change, We Wait                                         | Les Butler          | John Norris                           | 19. ledna 2009          |
| 122          | 16        | Screenwriter's Blues                                       | Bethany Joy Lenz    | Mike Herro a David Strauss            | 2. února 2009           |
| 123          | 17        | You and Me and the Bottle Makes Three Tonight              | Greg Prange         | Terrence Coli                         | 16. března 2009         |
| 124          | 18        | Searching for a Former Clarity                             | Joe Davola          | Mark Schwahn                          | 23. března 2009         |
| 125          | 19        | Letting Go                                                 | Paul Johansson      | David Handelman                       | 30. března 2009         |
| 126          | 20        | I Would for You                                            | Peter B. Kowalski   | Chris „CARM“ Armstrong a Bryan Gracia | 20. dubna 2009          |
| 127          | 21        | A Kiss to Build a Dream On                                 | Erica Dunton        | Karin Gist                            | 27. dubna 2009          |
| 128          | 22        | Show Me How to Live                                        | James Lafferty      | William H. Brown                      | 4. května 2009          |
| 129          | 23        | Forever and Almost Always                                  | Greg Prange         | Mark Schwahn                          | 11. května 2009         |
| 130          | 24        | Remember Me as a Time of Day                               | Mark Schwahn        | Mark Schwahn                          | 18. května 2009         |

### Sedmá řada (2009–2010)
| Č. v seriálu | Č. v řadě | Původní název                                             | Režie             | Scénář                           | Premiéra v USA (The CW) |
| ------------ | --------- | --------------------------------------------------------- | ----------------- | -------------------------------- | ----------------------- |
| 131          | 1         | 4:30 AM (Apparently They Were Traveling Abroad)           | Clark Mathis      | Mark Schwahn                     | 14. září 2009           |
| 132          | 2         | What Are You Willing to Lose                              | Les Butler        | Mark Schwahn                     | 21. září 2009           |
| 133          | 3         | Hold My Hand as I'm Lowered                               | Liz Friedlander   | Mark Schwahn                     | 28. září 2009           |
| 134          | 4         | Believe Me, I'm Lying                                     | Greg Prange       | John A. Norris                   | 5. října 2009           |
| 135          | 5         | Your Cheatin' Heart                                       | Peter B. Kowalski | Mike Herro a David Strauss       | 12. října 2009          |
| 136          | 6         | Deep Ocean Vast Sea                                       | Janice Cooke      | Mike Daniels                     | 19. října 2009          |
| 137          | 7         | I and Love and You                                        | James Lafferty    | Mark Schwahn                     | 26. října 2009          |
| 138          | 8         | (I Just) Died in Your Arms Tonight                        | Michael J. Leone  | Terrence Coli                    | 2. listopadu 2009       |
| 139          | 9         | Now You Lift Your Eyes to the Sun                         | Sophia Bush       | Karen Gist                       | 9. listopadu 2009       |
| 140          | 10        | You Are a Runner and I Am My Father's Son                 | Paul Johansson    | Mark Schwahn                     | 16. listopadu 2009      |
| 141          | 11        | You Know I Love You… Don't You?                           | Greg Prange       | William H. Brown                 | 30. listopadu 2009      |
| 142          | 12        | Some Roads Lead Nowhere                                   | Mark Schwahn      | Mark Schwahn                     | 7. prosince 2009        |
| 143          | 13        | Weeks Go by Like Days                                     | Joe Davola        | Karin Gist                       | 18. ledna 2010          |
| 144          | 14        | Family Affair                                             | Paul Johansson    | Mike Herro a David Strauss       | 25. ledna 2010          |
| 145          | 15        | Don't You Forget About Me                                 | Les Butler        | Terrence Coli                    | 1. února 2010           |
| 146          | 16        | My Attendance Is Bad But My Intentions Are Good           | Jessica Landaw    | Nikki Schiefelbein               | 8. února 2010           |
| 147          | 17        | At the Bottom of Everything                               | Bethany Joy Lenz  | John A. Norris                   | 15. února 2010          |
| 148          | 18        | The Last Day of Our Acquaintance                          | Joe Davola        | Mike Daniels                     | 22. února 2010          |
| 149          | 19        | Every Picture Tells a Story                               | Chad Graves       | William H. Brown                 | 26. dubna 2010          |
| 150          | 20        | Learning to Fall                                          | Greg Prange       | Shaina Fewell a Renee Intlekofer | 3. května 2010          |
| 151          | 21        | What's in the Ground Belongs to You                       | Peter Kowalski    | Mark Schwahn                     | 10. května 2010         |
| 152          | 22        | Almost Everything I Wish I'd Said the Last Time I Saw You | Mark Schwahn      | Mark Schwahn                     | 17. května 2010         |

### Osmá řada (2010–2011)
| Č. v seriálu | Č. v řadě | Původní název                            | Režie             | Scénář                           | Premiéra v USA (The CW) |
| ------------ | --------- | ---------------------------------------- | ----------------- | -------------------------------- | ----------------------- |
| 153          | 1         | Asleep at Heaven's Gate                  | Mark Schwahn      | Mark Schwahn                     | 14. září 2010           |
| 154          | 2         | I Can't See You, but I Know You're There | Joe Davola        | Mark Schwahn                     | 21. září 2010           |
| 155          | 3         | The Space in Between                     | Greg Prange       | Mark Schwahn                     | 28. září 2010           |
| 156          | 4         | We All Fall Down                         | Peter B. Kowalski | William H. Brown                 | 5. října 2010           |
| 157          | 5         | Nobody Taught Us to Quit                 | James Lafferty    | Mark Schwahn                     | 12. října 2010          |
| 158          | 6         | Not Afraid                               | Sophia Bush       | John Norris                      | 19. října 2010          |
| 159          | 7         | Luck Be a Lady                           | Les Butler        | David Strauss a Mike Herro       | 2. listopadu 2010       |
| 160          | 8         | Mouthful of Diamonds                     | Michael J. Leone  | Mark Schwahn                     | 9. listopadu 2010       |
| 161          | 9         | Between Raising Hell and Amazing Grace   | Bethany Joy Lenz  | Nikki Schiefelbein               | 16. listopadu 2010      |
| 162          | 10        | Lists, Plans                             | Joe Davola        | Johnny Richardson                | 30. listopadu 2010      |
| 163          | 11        | Darkness on the Edge of Town             | Mark Schwahn      | Mark Schwahn                     | 7. prosince 2010        |
| 164          | 12        | The Drinks We Drank Last Night           | Chad Graves       | Shaina Fewell                    | 25. ledna 2011          |
| 165          | 13        | The Other Half of Me                     | Greg Prange       | John A. Norris                   | 1. února 2011           |
| 166          | 14        | Holding Out for a Hero                   | Peter B. Kowalski | Mike Herro a David Strauss       | 8. února 2011           |
| 167          | 15        | Valentine's Day Is Over                  | Paul Johansson    | Mark Schwahn                     | 15. února 2011          |
| 168          | 16        | I Think I'm Gonna Like It Here           | Steven Goldfried  | Rachel Specter a Audrey Wauchope | 22. února 2011          |
| 169          | 17        | The Smoker You Drink, the Player You Get | Les Butler        | Mark Schwahn                     | 1. března 2011          |
| 170          | 18        | Quiet Little Voices                      | Austin Nichols    | Mark Schwahn                     | 19. dubna 2011          |
| 171          | 19        | Where Not to Look for Freedom            | Joe Davola        | Mark Schwahn                     | 26. dubna 2011          |
| 172          | 20        | The Man Who Sailed Around His Soul       | Mark Schwahn      | Mark Schwahn                     | 3. května 2011          |
| 173          | 21        | Flightless Bird, American Mouth          | Greg Prange       | Mark Schwahn                     | 10. května 2011         |
| 174          | 22        | This Is My House, This Is My Home        | Mark Schwahn      | Mark Schwahn                     | 17. května 2011         |

### Devátá řada (2012)
| Č. v seriálu | Č. v řadě | Původní název                         | Režie             | Scénář                     | Premiéra v USA (The CW) |
| ------------ | --------- | ------------------------------------- | ----------------- | -------------------------- | ----------------------- |
| 175          | 1         | Know This, We've Noticed              | Mark Schwahn      | Mark Schwahn               | 11. ledna 2012          |
| 176          | 2         | In the Room Where You Sleep           | Joe Davola        | Mark Schwahn               | 18. ledna 2012          |
| 177          | 3         | Love the Way You Lie                  | Paul Johansson    | Lenn K. Rosenfeld          | 25. ledna 2012          |
| 178          | 4         | Don't You Want to Share the Guilt?    | Les Butler        | Nikki Schiefelbein         | 1. února 2012           |
| 179          | 5         | The Killing Moon                      | Greg Prange       | Shaina Fewell              | 8. února 2012           |
| 180          | 6         | Catastrophe and the Cure              | James Lafferty    | Roger Grant                | 15. února 2012          |
| 181          | 7         | Last Known Surroundings               | Austin Nichols    | Mark Schwahn               | 22. února 2012          |
| 182          | 8         | A Rush of Blood to the Head           | Greg Prange       | Johnny Richardson          | 29. února 2012          |
| 183          | 9         | Every Breath Is a Bomb                | Peter B. Kowalski | Ian Biggins                | 7. března 2012          |
| 184          | 10        | Hardcore Will Never Die, but You Will | Mark Schwahn      | Mark Schwahn               | 14. března 2012         |
| 185          | 11        | Danny Boy                             | Joe Davola        | Mike Herro a David Strauss | 21. března 2012         |
| 186          | 12        | Anyone Who Had a Heart                | Sophia Bush       | Brian L. Ridings           | 28. března 2012         |
| 187          | 13        | One Tree Hill                         | Mark Schwahn      | Mark Schwahn               | 4. dubna 2012           |